# 2012年度香港名牌選舉得獎名單
2012年度香港名牌選舉、2012年度香港服務名牌選舉及2012年度香港新星品牌暨新星服務品牌選舉由香港品牌發展局和香港中華廠商聯合會聯合主辦。除了頒發「香港名牌」及「香港服務名牌」外，是屆為繼續舉辨「香港新星品牌」及「香港新星服務品牌選舉」，另外亦有頒發「香港名牌十年成就獎」及「香港卓越名牌」。是屆頒獎典禮於2013年2月4日舉行，由時任財政司司長曾俊華擔任主禮嘉賓。

## 獲獎名單

### 香港名牌選舉
香港名牌
- 4M
- 陳記點心
- EDO Pack
- 奇華餅家
- 兆光科技
- 寶富麗
- 家典牌
- 新力士
- 天蠶衣
- 紫花油

香港卓越名牌
- 雅蘭
- 家得路
- 盞記燕窩
- 盛威
- 壽桃牌

香港名牌十年成就獎
- 金至尊
- 美心

### 香港服務名牌選舉
香港服務名牌
- 親子王國
- 蜂買
- 彩豐行
- 荷花集團
- FlexSystem（页面存档备份，存于）
- 益
- 捷旅
- 翠華餐廳
- 譽宴

香港卓越服務名牌
- 領展

### 香港新星品牌暨新星服務品牌選舉
香港新星品牌
- aMagic
- Biochef
- GMI
- 蘇太名醬
- 甜心格格
- 巨浪大切

香港新星服務品牌
- 乾一杯
- 天澄閣
- 領事酒店
- 唯健康
- Yes-Storage 悠然自儲